# Theridion blaisei
Theridion blaisei là một loài nhện trong họ Theridiidae.
Loài này thuộc chi Theridion. Theridion blaisei được Eugène Simon miêu tả năm 1909.